# Джангишерашвили, Отар Иванович
Джангишерашвили Мириа́н (Отар) Иванович (29 июля 1943, Гори, Грузинская ССР, СССР — 6 марта 2018, Волгоград, Россия) — советский и российский театральный режиссёр и педагог. Народный артист Российской Федерации (1993).

## Биография
С сентября 1960 по февраль 1963 г. студент Государственного театрального института имени Руставели.
С 1963 по 1966 г. служил в Советской армии (г. Советск).
В 1966 г. продолжил учёбу в государственном театральном институте имени Карпенко-Карого в Киеве.
В 1971 г. — режиссёр-дипломник Государственного академического театра имени Марджанишвили в Тбилиси.
В 1971 г. окончил Государственный институт театрального искусства, в 1975 г. — Высшие режиссёрские курсы имени Луначарского в Москве.
С 1972 г. — режиссёр-постановщик Московского драматического театра имени Пушкина.
С 1973 г. — режиссёр Ульяновского областного драматического театра.
С 1975 г. — режиссёр-стажёр в Государственном Академическом Малом театре СССР в Москве.
В 1975 г. работает в Одесском театре оперетты.
С 1977 г. — Главный режиссёр Государственного Русского драматического театра Карельской АССР
По словам актрисы Лидии Матасовой:

Театр, который создал в Петрозаводске Отар Джангишерашвили, был для меня безумно интересен. Я думаю, для многих ещё памятны его спектакли, такие как «Дни нашей жизни» по Андрееву, чеховский «Дядя Ваня», «Цемент» (инсценировка романа Гладкова), «Закон вечности» Думбадзе, «Иркутская история» Арбузова

В 1985—1988 годах художественный руководитель и главный режиссёр Горьковского академического драматического театра им. М. Горького.
В 1988 году основал Волгоградский Новый Экспериментальный театр (НЭТ)
С 1997 — профессор кафедры актёрского мастерства и режиссуры Волгоградского государственного института искусств и культуры.
С 2005 года одновременно был председателем Волгоградского регионального отделения Союза театральных деятелей Российской Федерации.
Возглавлял Общественный Совет при министерстве культуры Волгоградской области.
Похороны прошли 10 марта 2018 года на Центральном (Димитриевском кладбище) г.Волгограда, похоронен рядом с супругой.

## Награды
- Медаль «20 лет Победы советского народа в Великой Отечественной войне» (1965)
- Лауреат премии комсомола Карельской АССР (1980)
- Заслуженный деятель искусств Карельской АССР (1981)
- Лауреат Премии Ленинского комсомола
- Заслуженный деятель искусств РСФСР (1984)
- Народный артист Российской Федерации (1993)
- Лауреат Государственных премий РФ им. К. С. Станиславского
- Орден Почёта (2000)
- Орден Чести (Грузия)
- «Человек года-2001» по версии «Царицынской музы».
- Почетный гражданин Волгоградской области[6]
- Премия Правительства Российской Федерации имени Фёдора Волкова за вклад в развитие театрального искусства Российской Федерации (25 июля 2006 года)[7][8]
- Лауреат премии им. И. Смоктуновского
- Лауреат премии «Золотой витязь»
- Лауреат государственной премии республики Карелия
- Академик Международной академии театра (2011).